# Чевола, Никифор Дмитриевич
Никифор Дмитриевич Чевола́ (23 августа 1909, Терская область — 13 сентября 1993, Воронеж) — полковник артиллерии, участник Великой Отечественной войны, Герой Советского Союза (1944).

## Биография
Родился 10 (23 августа) 1909 года в станице Петропавловская в семье крестьянина (казака). Русский. Член ВКП(б) с 1932 года. Окончил 8 классов. Работал бригадиром тракторной бригады в совхозе.
В РККА с 1931 года. Окончил Киевское артиллерийское училище в 1936 году. Участник освободительного похода в Бессарабию и Северную Буковину в 1940 году.
На фронте в Великую Отечественную войну с 1941 года. 8-я отдельная гвардейская истребительная противотанковая артиллерийская бригада (40-я армия 1-й Украинский фронт) под командованием гвардии полковника Чеволы отличилась в боях 25 января 1944 года в деревне Цибулев.
Бригада в течение суток сдерживала натиск врага, уничтожив при этом 342 танка, 76 бронетранспортёров и 62 орудия противника. Звание Героя Советского Союза присвоено 1 июля 1944 года.
За время войны комбриг Чевола был одиннадцать раз упомянут в благодарственных в приказах Верховного Главнокомандующего
Участвовал в Параде Победы в Москве 24 июня 1945 года.
После войны продолжал службу в армии. В 1946 окончил ВАК при Военной академии имени Ф. Э. Дзержинского.
С 1956 в запасе. Жил в Воронеже. Умер 13 сентября 1993 года. Похоронен на Левобережном кладбище.

## Награды
- Герой Советского Союза (01.07.1944)[4];
- два орденами Ленина (27.08.1943[5], 01.07.1944)
- два ордена Красного Знамени(05.11.1941[6]; 19.11.1951[7])
- орден Суворова II степени (31.05.1945)[8]
- орден Богдана Хмельницкого II степени (10.01.1944)[9]
- два ордена Отечественной войны I степени (07.03.1943[10]; 06.04.1985[11])
- орден Красной Звезды (06.11.1947)[7]
  - медали в том числе:
- "За отвагу" (14.07.1942)[12]
- «За боевые заслуги» (06.05.1946) [7]
- «За оборону Сталинграда» (1944)
- «За победу над Германией в Великой Отечественной войне 1941—1945 гг.»
- «За взятие Берлина» (1945)
- «Ветеран Вооружённых Сил СССР» (1976)
  - знак «50 лет пребывания в КПСС»

Приказы (благодарности) Верховного Главнокомандующего в которых отмечен Н. Д. Чевола.
- За овладение штурмом городом и крупной железнодорожной станцией Белая Церковь — важным опорным пунктом обороны немцев. 4 января 1944 года № 55.
- За овладение областным центром Украины городом Тарнополь – крупным железнодорожным узлом и сильным опорным пунктом обороны немцев на львовском направлении. 15 апреля 1944 года. № 109.
- За овладение штурмом важным хозяйственно-политическим центром и областным городом Украины Львов — крупным железнодорожным узлом и стратегически важным опорным пунктом обороны немцев, прикрывающим пути к южным районам Польши. 27 июля 1944 года. № 154.
- За овладение штурмом городом Сандомир — важным опорным пунктом обороны немцев на левом берегу Вислы. 18 августа 1944 года. № 167.
- За овладение крупным центром Силезского промышленного района Германии городом Глейвиц, превращенного немцами в мощный узел обороны. 25 января 1945 года. № 253.
- За овладение крупным центром промышленного района немецкой Силезии городом Гинденбург — важным узлом коммуникаций и мощным опорным пунктом обороны немцев. 26 января 1945 года. № 257
- За овладение центром Домбровского угольного района городом Катовице, городами Семяновиц, Крулевска Гута (Кенигсхютте), Миколув (Николаи). Захват в немецкой Силезии крупного промышленного центра города Беутен и завершение тем самым полного очищения от противника Домбровского угольного района и южной части промышленного района немецкой Верхней Силезии. 28 января 1945 года. № 261
- За форсирование реки Одер юго-восточнее города Бреслау (Бреславль), прорыв сильно укрепленной долговременной обороны немцев на западном берегу реки и овладение городами Олау, Бриг, Томаскирх, Гротткау, Левен и Шургаст — важными узлами коммуникаций и сильными опорными пунктами обороны немцев на западном берегу Одера. 6 февраля 1945 года. № 270
- За прорыв обороны противника западнее и южнее города Оппельн, окружение и разгром группы немецких войск юго-западнее Оппельна, а так же овладение в немецкой Силезии городами Нойштадт, Козель, Штейнау, Зюльц, Краппитц, Обер-Глогау, Фалькенберг и захват более 400 других населенных пунктов. 22 марта 1945 года. № 305.
- За  завершение полного окружения Берлина и овладение городами Науен, Эльшталь, Рорбек, Марквардт. 25 апреля 1945 года. № 342.
- За завершение ликвидации группы немецких войск, окруженной юго-восточнее Берлина. 2 мая 1945 года. № 357.

Других государств
- кавалер рыцарского ордена «Виртути Милитари» (ПНР)
- медаль «За Одру, Нису и Балтику» (ПНР)

## Память
Именем Героя названа улица в Петропавловске.